# Al Rajhi Tower
El Al Rajhi es un rascacielos cancelado que se hubiese localizado en Riad, Arabia Saudita. Su construcción fue anunciada en 2006 y su costo estimado de construcción era de alrededor 500 millones de dólares americanos. Una vez finalizado, sería  el rascacielos más alto del país.